# 修理職
修理職（しゅりしき、すりしき）は、平安時代に設置された令外官。和名は「をさめ（おさめ）つくるつかさ」。

## 職掌・沿革
主に内裏の修理造営を掌る。
弘仁9年（818年）嵯峨天皇の代に令制で造営・建築を担当する木工寮の事務が繁雑であったため、いったん併合した造宮職の業務を独立させ、令外官として新設された。天長3年（826年）に木工寮と合併して廃止。寛平2年（890年）に復活設置。

## 職員
- 大夫（従四位下相当）…1人
- 亮（従五位下相当）…1人
- 大進（従六位上相当）…1人
- 少進（従六位下相当）…2人
- 大属（正八位下相当）…1人
- 少属（従八位上相当）…2人

## 代表的人物
下記にあげられている人物には正規に任命されたものだけでなく、いわゆる受領名として自称していたものが多い。なお修理大夫は九州の大名が好む傾向があった。

### 修理大夫
- 橘俊綱
- 平経盛
- 蘆名盛氏
- 尼子晴久
- 有馬晴純
- 井伊直政
- 上杉朝興
- 大友義鑑
- 大野治長（豊臣家臣）
- 黒川稙国
- 相良義陽
- 島津勝久
- 島津貴久
- 島津義久
- 島津斉彬
- 多賀谷重経
- 多賀谷重政
- 名和行興
- 畠山義総
- 畠山義綱
- 畠山義慶
- 蜂須賀正勝（豊臣家臣）
- 三好長慶
- 中桐政快（鎌倉時代末期　中桐氏高祖）清和天皇より20代 (岡山県船穂町、中桐神社に中桐修理太夫の五輪の塔)

### 修理亮
- 小林義繁
- 朝倉景冬
- 朝倉景嘉
- 柴田勝家（織田信長家臣）
- 内藤昌豊（甲斐武田家臣、武田四天王の一人）
- 京極高知